# Фей-Фей Лі
Фей-Фей Лі (1976 р.), Яка також видає під назвою Li Fei-Fei (Спрощена китайська: 李飞飞; традиційний китайський: 李飛飛 ), професор комп'ютерних наук Стенфордського університету. В даний час вона є спів-директором Стенфордського університету, орієнтованого на людину, інституту штучного інтелекту та Стенфордського бачення та лабораторії навчання. З 2013 по 2018 рр. Працювала директором лабораторії штучного інтелекту в Стенфорді (SAIL) . У 2017 році вона була співзасновником AI4ALL, неприбуткової організації, що працює над збільшенням різноманітності та включення в галузі штучного інтелекту. Її дослідницький досвід включає штучний інтелект (АІ), машинне навчання, глибоке навчання, комп'ютерне бачення та когнітивну нейронауку. Лі є одним з найбільш плідних дослідників в області штучного інтелекту. Вона була провідним вченим і головним дослідником проекту ImageNet, критичного набору даних і комп'ютерного бачення, що призвело до недавньої революції глибокого навчання.

## Раннє життя та освіта
Лі народилася в Китаї в 1976 році і виросла у Ченду. Коли їй було 12 років, її батько переїхав до США; коли їй було 16 років, вона та її мати приєдналися до нього в Парсіппані-Трой-Хіллз, Нью-Джерсі. Вона закінчила Parsippany середньої школи в 1995 році , де вона була введена в Зал слави Parsippany середньої школи в 2017 році 
У 1995 році вона отримала стипендію в Прінстонському університеті, де отримала ступінь бакалавра з фізики в 1999 році з відзнакою. Протягом своїх років в Прінстоні, вона поверталася додому більшість вихідних, щоб вона могла працювати в магазині хімчистки своїх батьків.
У 2000 році вона розпочала роботу в Каліфорнійському технологічному інституті (Caltech), де працювала "на перетині неврології та інформатики", згідно з Wired, отримавши ступінь кандидата електротехніки в 2005 році. Її головний науковий керівник - доктор філософії П'єтро Перона, а також заступник начальника відділу освіти Крістоф Кох (Christof Koch). Її аспірантуру підтримували Національні наукові фонди для аспірантів та стипендії Пауля і Дейзі Сороса для нових американців.

## Кар'єра
З 2005 по серпень 2009 року Лі була доцентом кафедри електротехніки та обчислювальної техніки Урбана-Шампанського університету в Іллінойсі та кафедри комп'ютерних наук у Принстонському університеті відповідно. Вона приєдналася до Стенфорду в 2009 році в якості доцента, а в 2012 році отримала звання доцента з посадою, а потім професором у 2017 році. У Стенфорді Лі займала посаду директора Стенфордської лабораторії штучного інтелекту (SAIL) з 2013 по 2018 рік, контролюючи найшвидший ріст лабораторії за цей період. Вона стала співзасновницею ініціативи університетського рівня Стенфорд - Інститутом, орієнтованим на людину, а також спів-директором докторем Джоном Ечеменді, колишнім ректором Стенфордського університету .
У відпустці зі Стенфордського університету з січня 2017 року до осені 2018 року Лі приєдналася до Google Cloud як головна наукова співробітниця AI / ML і віце-президент. У Google, її команда зосереджена на демократизації технології штучного інтелекту та зниженні бар'єру для входу в бізнес і розробників , включаючи розробки продуктів, таких як AutoML. Вона повернулася в Стенфордський університет, щоб продовжити свою професію восени 2018 року.
Лі також відома своєю неприбутковою роботою як співзасновниця і голова неприбуткової організації AI4ALL, місія якої полягає в тому, щоб виховувати наступне покоління технологів, мислителів і лідерів AI шляхом пропагування різноманітності та включення через AI принципи, орієнтовані на людину. До заснування AI4ALL у 2017 році Лі та її колишня учениця Ольга Русаковська  даний час асистент в Прінстонському університеті, співзасновником і спів-директором програми попередників у Стенфорді під назвою SAILORS (Stanford AI Lab OutReach Summers). SAILORS був щорічним літнім табором в Стенфорді, присвяченому дівчатам 9-го класу середньої школи в освіті та дослідженні інтелектуальної власності, створеному в 2015 році, поки він не змінив назву на AI4ALL @Stanford в 2017 році. У 2018 році AI4ALL успішно випустила ще п'ять літніх програм на додаток до Стенфорду, включаючи Принстонський університет , Університет Карнегі-Меллона , Бостонський університет , У. Каліфорнія в Берклі , і канадський університет Саймона Фрейзера .

## Дослідження
Лі працює над AI, машинним навчанням, комп'ютерним зором, когнітивною неврологією та комп'ютерною неврологією. Вона опублікувала близько 180 рецензованих наукових робіт. Її робота з'являється в журналах з інформатики та неврології, включаючи Nature, Proceedings of the National Academy of Sciences, Journal of Neuroscience, Конференція з комп'ютерного бачення і розпізнавання образів, Міжнародна конференція з комп'ютерного бачення, конференція з нейронної Системи обробки інформації, Європейська конференція з комп'ютерного бачення, Міжнародний журнал комп'ютерного бачення та IEEE транзакції з аналізу шаблонів і машинного інтелекту. Вона була описана як AI піонерка і дослідниця, що приносить "людство до AI".
Серед її найвідоміших робіт - проект ImageNet, який революціонізувала сферу масштабного візуального визнання.
Лі підштовхнула команду студентів та співробітників до організації міжнародного конкурсу на завданнях визнання ImageNet під назвою ImageNet Large-Scale Visual Recognition Challenge (ILSVRC) у період з 2010 по 2017 рік в академічній спільноті. "Багато хто вважає це каталізатором буму AI у світі, який переживає сьогодні", - йдеться в недавній статті Quartz.
Дослідження Лі в області комп'ютерного зору значно сприяли роботі під назвою «Природне сприйняття сцени» або пізніше «Розповідь про історію». Вона визнана за свою роботу в цій галузі Міжнародною асоціацією визнання образів у 2016 році. Вона виступила з доповіддю на головній сцені TED у Ванкувері в 2015 році і з тих пір переглянута більше 2 мільйонів разів.
В останні роки дослідницька робота Фей-Фей Лі розширилася до штучного інтелекту та охорони здоров'я, тісно співпрацюючи з професором Арнольд Мілстайн  в Стенфорді, визнаний національний лідер, що працює над покращенням надання медичної допомоги. 

## Викладання
Вона викладала в Стенфордському курсі CS231n на тему "Зверточні нейронні мережі для візуального розпізнавання". Це також на Coursera, популярній онлайновій навчальній платформі, заснованою її колегами з Стенфорду Дафні Коллер та Ендрю Нг.

## Вибрані відзнаки та відзнаки
- 1999 Павло і Дейзі Сорос Стипендія для нових американців [55]
- 2006 Microsoft Research Новий стипендій факультету [56]
- Нагорода NSF CAREER 2009 [57]
- 2010 р. Найкраща почесна пам'ятка, IEEE конференція з комп'ютерного бачення і розпізнавання шаблонів (CVPR) [58]
- 2011, стипендіат Альфреда П. Слоуна [59]
- 2015 Один з провідних світових мислителів 2015 року, зовнішня політика [60]
- 2016 IEEE PAMI Марк Everingham Премія [посилання посилання] [61]
- 2016 премія JK Aggarwal, Міжнародна асоціація розпізнавання образів (IAPR) [50]
- 2016 Одна з 40 «Великих іммігрантів», Фонд Карнегі [62][63]
- Премія WITI @ UC Athena 2017 за академічне лідерство, Каліфорнійський університет [64]
- 2017 Один з семи жінок в технологіях, нагороджений журналом Elle [65]
- 2018 Обраний як співробітник ACM для "внесків у розробку великих баз знань для машинного навчання та візуального розуміння" [66]
- 2018 "50 кращих жінок Америки в техніці" Forbes [67]
- 2018 Конгрес США слухає підкомітет з досліджень і технологій і підкомітету з питань енергетики [68]

## Книги
Лі зробила одну главу архітекторам розвідки: істині про ІІ з боку народу, що будує його (2018) американським футуристом Мартіном Фордом.

## зовнішні посилання
- Офіційний сайт
- Фей-Фей Лі на TED(англ.)